# Heinrich Kannenberg
Heinrich Kannenberg (* 7. Juli 1887 in Schönfelde (Provinz Posen); † 26. Juli 1966 in Bremen) war ein deutscher Moorforscher, Kulturtechniker und Grünlandwissenschaftler. 

## Leben
Kannenberg studierte Landwirtschaft in Hohenheim, Berlin und Halle/S. und promovierte 1917 an der Universität Leipzig mit einer Dissertation über die Moordammkultur. 1921 übernahm er die Leitung der Landwirtschaftlichen Abteilung Bremen des Vereins zur Förderung der Moorkultur im Deutschen Reiche. Von 1926 bis 1941 war er Leiter der Moor-Versuchsstation in Neu Hammerstein im Landkreis Lauenburg i. Pom. Anschließend leitete er bis 1944 als Professor und Direktor das Institut für Moorkultur und Futterbau an der Reichsforschungsanstalt in Bromberg.
Nach dem Zweiten Weltkrieg war Kannenberg als Privatgelehrter tätig. Er erforschte vor allem das Problem der Spurenelemente in Moor- und Mineralböden. Über 100 wissenschaftliche und praxisnahe Beiträge veröffentlichte er in Fachzeitschriften. Von seinen Büchern ist der 1948 erschienene Ratgeber für die Anlage und Erhaltung von Wiesen und Weiden hervorzuheben.
Als Student in Leipzig hatte er sich dem Corps Thuringia angeschlossen. 1953 wurde er auch Mitglied des Corps Rhenania Bonn.

## Schriften
- Fortschritte der Moorkultur (Niederungsmoor), Reichsnährstand Verlag, Berlin 1939
- Die beste Wiese und Weide. Praktischer Ratgeber für die zweckmäßige Anlage und Erhaltung der Wiesen und Weiden im Ertrage, Verlag Schaper, Hannover 1948